# Isarauen bei Goben
Das Naturschutzgebiet Isarauen bei Goben liegt im niederbayerischen Landkreis Dingolfing-Landau.
Es erstreckt sich südlich von Goben, einem Ortsteil der Gemeinde Pilsting, entlang der Altern, eines linken Zulaufs der Isar, die unweit südlich fließt. Nördlich fließt der Gänsmühlbach und verläuft die St 2114.

## Bedeutung
Das rund 75 ha große Gebiet mit der Nr. NSG-00461.01 wurde im Jahr 1994 unter Naturschutz gestellt.